# Полуямки
Полуя́мки (рос. Полуямки) — село у складі Михайловського району Алтайського краю, Росія. Адміністративний центр та єдиний населений пункт Полуямської сільської ради.

## Населення
Населення — 940 осіб (2010; 1077 у 2002).
Національний склад (станом на 2002 рік):
- росіяни — 88 %